# Тасманийски посум
Тасманийският посум (Cercartetus lepidus) е вид бозайник от семейство Пигмейски посуми (Burramyidae). Видът не е застрашен от изчезване.

## Разпространение и местообитание
Разпространен е в Австралия.
Обитава гористи местности, пустинни области и храсталаци в райони с тропически и умерен климат.

## Описание
Теглото им е около 8 g.
Популацията на вида е стабилна.